# Дембиця (станція)
Дембиця (пол. Dębica) — вузлова залізнична станція в Польщі у місті Дембиця.
Знаходиться на магістральній залізниці Краків-Ряшів-Медика. Є також малодіяльне відгалуження на Сандомир без пасажирського руху.

## Сполучення
Має гарне сполучення з різними частинами Польщі.
Приміське:
- Тарнув — Ряшів-Головний
- Краків-Головний — Тарнув — Ряшів-Головний
- Тарнув — Ряшів-Головний — Перемишль-Головний

Далеке: без пересадок можна добратися в Перемишль, Вроцлав, Варшаву, Познань, Щецин, Гданськ, Краків тощо. Окремі швидкі поїзди в Дембиці не зупиняються.
Міжнародне:
- Через станцію курсує нічний пасажирський поїзд «Львівський експрес» Вроцлав-Львів.
- Є можливість доїхати на ТЛК до Перемишля, де пересісти на швидкісний електропоїзд Інтерсіті+ за маршрутом Перемишль — Львів —Київ. Таким чином проїзд з Дембиці до Києва обійдеться у 550 грн. та 9 годин (станом на січень 2017 року).[1]